# François Lehideux
Pour les articles homonymes, voir Lehideux.
François Lehideux, né le 30 janvier 1904 à Paris et mort le 21 juin 1998 dans la même ville, est un industriel et homme politique français.

## Biographie

### Jeunesse
François Lehideux est le troisième fils de Jacques Lehideux, banquier et administrateur de sociétés, et de Suzanne Simon-Lorière. Son père est associé depuis 1902 de la Banque Lehideux et Cie, fondée en 1842 par le grand-père de Jacques et dirigée par le frère de ce dernier, Roger Lehideux, oncle de François, président de l'Union syndicale des banquiers de Paris et de la province et vice-président de la Confédération générale du patronat français. Elle est alors « la principale banque catholique de Paris ». Sa mère est Suzanne Simon-Lorière, issue d'une famille possédant les Ets Marinoni, qui fabriquent des pièces d'imprimerie et dont Jacques Lehideux est administrateur en 1919 puis président en 1923.
Fils d'un père « profondément catholique », François Lehideux est élève dans l’enseignement privé, au collège Sainte-Marie-de-Monceau. Il entre en 1921 à l'École libre des sciences politiques et en sort diplômé en 1924. Il suit aussi parallèlement des études de lettres et de droit.
Il fait partie de 1922 à 1924 des « Équipes sociales », fondées en 1920 et animées par Robert Garric afin de constituer une élite sociale catholique chargée de « former la population ouvrière ». Il rencontre, « au rythme d’une soirée tous les dix jours, un groupe de jeunes ouvriers et employés qui appartenaient à un foyer géré par (l'Œuvre de l'hospitalité de nuit), dont (son) père était administrateur ».
Après son service militaire en 1924-25 comme aspirant dans la cavalerie, il est stagiaire dans le monde de la banque (à la Guarantee Trust à Paris, au Crédit lyonnais) avant de rejoindre la banque familiale. Il séjourne en 1926-27 aux États-Unis, où il travaille pour la banque Irving Trust (en) ainsi qu'aux usines Ford à Détroit durant trois semaines, par curiosité, puis en URSS en 1928, selon ses dires.

### Parcours chez Renault
Le 7 mai 1929, il  épouse Françoise Renault, fille de Fernand Renault et nièce de l'industriel de l'automobile Louis Renault. En juin 1930, il entre chez Renault comme adjoint du responsable de l'organisation de la livraison des voitures. Louis Renault lui confie progressivement davantage de responsabilités. Il devient administrateur délégué en 1934. Lehideux aurait été spécialement chargé de la lutte anti syndicale et anticommuniste au temps du Front populaire. Il aurait ainsi encouragé ainsi, à partir de 1936, la création au sein des usines Renault de groupements du Parti populaire français (PPF) et du Parti social français (PSF) et de syndicats chrétiens, pour contrer l'influence et le pouvoir de la CGT. D'après Laurent Dingli (historien et mari de la petite-fille de Louis Renault), qui s'appuie pour cela sur des archives privées de proches collaborateurs de Louis Renault, celui-ci aurait cependant été en désaccord avec la stratégie de François Lehideux et contre l'implantation de ces mouvements au sein de l'usine dont il dénonçait « l'activité dangereuse et combative ». En novembre 1938, avec le préfet de police Langeron, François Lehideux fit évacuer les grévistes chez Renault au motif de « rébellion »,,. Favorable à un « lock-out », il ne réembauche pas des syndicalistes trop politisés, afin de « soustraire les ouvriers à l'action des meneurs ».
Il fréquente des industriels comme Auguste Detœuf, des banquiers comme Jacques Barnaud de la Banque Worms, aspirant alors à un « renouvellement des élites, et notamment à la promotion des technocrates ».
De son parcours chez Renault, Laurent Dingli dresse un bilan peu flatteur dans ses ouvrages, affirmant que François Lehideux se serait comporté en autocrate autoritaire lorsqu'il était à la direction de l'usine.

### Seconde Guerre mondiale: sous le gouvernement de Vichy
En 1939, il est officier dans un régiment d'automitrailleuses, puis travaille dans l'équipe du ministre de l'Armement, Raoul Dautry.
Après la signature de l'armistice en 1940, François Lehideux devient en août 1940 directeur du Comité d'organisation de l'automobile (COA), un organisme chargé notamment d'aplanir les difficultés et les relations entre autorités allemandes et constructeurs automobiles français. 
Toutefois, le contrôle exercé par le COA aurait été limité, puisque 85 % des commandes automobiles passées se serait négocié directement entre le GBK (Generalbevollmächtigte für das Kraftfahrwesen ) et les constructeurs automobiles français.
Le maréchal Pétain nomme François Lehideux commissaire à la lutte contre le chômage en octobre, grâce à ses relations avec Jacques Barnaud, délégué à l'Équipement national en février 1941, en charge d'un plan d'équipement national échelonné sur dix ans, puis secrétaire d'État à la Production industrielle, dans le gouvernement de l'amiral François Darlan du 18 juillet 1941, succédant ainsi à Pierre Pucheu. Il conçoit en 1941 avec d'autres jeunes technocrates comme Jacques Benoist-Méchin, Paul Marion, et Jacques Barnaud un vaste plan de reconstruction économique de la France qui serait intégrée à une économie continentale dirigée par l'Allemagne nazie. Ce « Plan pour un ordre nouveau en France », approuvé par Darlan et remis à Otto Abetz en avril 1941, évoque aussi la participation de la France à la « défense de l'Europe », toujours aux côtés de l'Allemagne nazie,. Il est décoré de la Francisque.
Il quitte le gouvernement au retour de Pierre Laval, le 18 avril 1942, et redevient directeur du COA jusqu’en 1944. 

### À la Libération
À la Libération, Lehideux est arrêté le 28 août 1944, inculpé deux jours plus tard d’intelligence avec l’ennemi, emprisonné à la prison de la Santé, puis à Fresnes, le 16 septembre. Il est  remis en liberté provisoire le 19 juillet 1946,,, et bénéficie d'un non-lieu de la Haute Cour de justice en février 1949, pour insuffisance de charges et faits de résistance,, : il avait en effet protégé des membres de l'Organisation civile et militaire (OCM). Le capitaine Marc O'Neill, membre du réseau, avait demandé sa libération en 1944 auprès du ministre de l’Intérieur André Le Troquer, pour l’aide que François Lehideux lui avait fournie en l’aidant à faire passer du matériel en zone libre. O'Neill a été à Vichy un protégé de Lehideux : ce dernier l'a fait entrer à la direction des Fabrications du secrétariat d'Etat à la production industrielle puis à son cabinet avant de l'accueillir au COA après novembre 1942. Lehideux lui a servi de boîte aux lettres et de bailleur de fonds lorsqu'O'Neill a rejoint la résistance en novembre 1942,.

### Retour dans l'industrie
Après la guerre, François Lehideux devient membre du conseil d'administration de Ford SAF  (Société anonyme française, filiale de Ford), en septembre 1949. Lehideux, lorsqu'il présidait le COA, avait travaillé avec Maurice Dollfus, P-DG de Ford-SAF et défendu les intérêts de cette firme. Après le départ à la retraite de Maurice Dollfus, il est président-directeur général de 1950 à 1953, où il est chargé de redresser les comptes et sans doute contenir les revendications du personnel, alors que Ford SAF connaît des tensions sociales extrêmes, avec un bras de fer entre la direction et la CGT. Il fait développer, sans en avertir les hauts dirigeants américains de la firme, un coupé de luxe à moteur V8, la Ford Comète, sans que le cahier des charges en ait été fixé par la direction américaine de Ford. Lors d'un voyage en France, Henry Ford II découvrira cette voiture avec surprise et agacement, d'autant que les premiers modèles n'ont même pas le logo Ford . Il marquera son appréciation pour la ligne de la voiture, mais il concevra une rancune tenace envers Lehideux pour l'avoir lancée sans l'approbation du siège et en dépit de toute réflexion industrielle (lourde, chère à produire, pas assez puissante : 68ch SAE, conçue dans l'esprit de François Lehideux pour servir le prestige de Ford France, elle se vendra mal et sera produite à seulement 2 200 exemplaires). Devant ce qu'il ressent comme une insubordination, Henry Ford II décide de se séparer de sa filiale française, d'autant que sa méfiance à l'égard de la politique de la IVe République - avec un Parti communiste très puissant générant des grèves à répétition dans son usine -  lui faisaient craindre une nationalisation. Il fait venir deux dirigeants de Dearborn, le siège de l'entreprise, chargés de remettre de l'ordre dans les comptes car Henry Ford II veut mettre fin aux activités de sa filiale française de plus en plus déficitaire. François Lehideux est remplacé par Francis C. Reith et l'usine de Poissy, les modèles de la gamme et ceux à venir seront vendus fin 1954 à bas prix à Simca, jeune constructeur français alors en pleine expansion. Entre-temps, la Comète recevra un moteur plus puissant de 105ch pour tenter de relancer les ventes en janvier 1954, devenant ainsi la Comète Monte Carlo. La voiture restera produite sous la marque Simca jusqu’au printemps 1955 et sa commercialisation finira dans la plus grande discrétion en juillet de la même année, en ayant écoulé les stocks.
Après son passage chez Ford S.A.F., Lehideux devint président-directeur général des Forges et ateliers de Commentry-Oissel — Georges Villiers, président du CNPF, en est l'un des administrateurs — jusqu’à la fin des années 1960. Il préside de 1959 à 1961 la société Pétro-Fouga et est administrateur de l’entreprise de bâtiments et travaux publics THEG (Travaux hydrauliques et entreprise générale), entreprises toutes deux liées à Commentry-Oissel. Il est aussi administrateur de la société de cimenterie Poliet & Chausson, du motoriste ABG, puis des établissements Tunzini, intégrés à Saint-Gobain en 1965 Ses activités débordent les frontières françaises : il tente en 1957 de se lancer dans l’exploitation du pétrole en Espagne, où il devient vice-président de la société « Autopistas españolas ».

### Liaisons politiques après 1958
Lehideux semble organiser des « déjeuners » à Paris. Georges Pompidou cite ainsi un « déjeuner Lehideux » auquel il participe en janvier 1952. C’est par Pompidou qu’il a pu rencontrer au moins à quatre reprises le général de Gaulle dans ses locaux de la rue de Solferino entre 1955 et 1958, pendant la « traversée du désert » du général. Il signe en mai 1958 un appel de personnalités d'horizons divers (le général Zeller, Gabriel Marcel, Gilbert Grandval, Louis Massignon, Stanislas Fumet) appelant à un « gouvernement de salut public » dirigé par le général de Gaulle pour  « rétablir entre les Alliés les relations de confiance actuellement compromises », rétablir l'autorité de l'État, rebâtir l'unité nationale, réaliser une réforme des institutions et « faire en sorte que la justice sociale devienne une réalité ». Mais de 1959 à 1961, il n’est nommé que membre du Conseil économique et social alors présidé par Émile Roche, peut-être grâce à Michel Debré,.

### Activités associatives après-guerre
Lehideux est l'un des premiers membres français du mouvement civique transnational « Fraternité mondiale », fondé à Paris en juin 1950 lors d'un congrès international, pour combattre notamment l'antisémitisme en Europe ; il est avec le syndicaliste Gaston Tessier l'un des deux Français désignés membres du comité provisoire du mouvement à la fin du congrès. Un journal français le présente l'année suivante comme président de la section française de Fraternité mondiale. Il est ensuite l'un de ses « parrains » (sponsor) jusqu'en 1954-1955 et est membre de sa section parisienne.
Il est membre de la section française de la Ligue européenne de coopération économique (LECE ou ELEC), en 1952-1953.
Il préside deux groupes de réflexion patronaux :
1. Il est vice-président du Comité européen pour le progrès économique et social (CEPES) et président-fondateur en 1952 de son groupe français ; il occupe cette fonction jusqu'en 1958-1959, puis est remplacé par Jean-Édouard Senn mais reste membre du conseil d'administration jusqu'en 1966. Le CEPES, organisme de réflexion transnational proeuropéen, néolibéral et atlantiste, est né sous les auspices de la fondation Ford et d'une organisation patronale américaine, le CED[41],[42],[43] ;
2. Il est l'un des vice-présidents en 1959 du Centre d'études politiques et civiques (CEPEC)[44] puis son président dans les années 1970. Il succède à l'industriel cotonnier Georges Laederich, qui a été un vice-président du groupe français du CEPES et l'un des principaux fondateurs du CEPEC.

### Dernières années et défense de la mémoire du Maréchal Pétain
Il préside ensuite l'Association pour défendre la mémoire du Maréchal Pétain (AMDP) à partir de 1984 et est l'objet de poursuites avec l'avocat Jacques Isorni à la suite de la parution dans Le Monde du 13 juillet 1984 d'un encart publicitaire intitulé : « Français, vous avez la mémoire courte, » : après avoir été condamné en première instance, condamnation confirmée par la cour d'appel de Paris et la Cour de cassation, il s'adresse à la Cour européenne des droits de l'homme, qui estime, dans un arrêt rendu le 23 septembre 1998, que condamner une personne ayant présenté sous un jour favorable les actions du maréchal Pétain constitue une violation du droit à la liberté d'expression, tel que défini par l'article 10 de la Convention européenne des droits de l'homme. La CEDH condamne ainsi la France à verser à Lehideux et Isorni la somme de 100 000 francs.

## Famille
Son fils Patrick épouse en 1964 la chanteuse Michèle Arnaud. Sa fille Maitchou épouse Jacques-Alain de Sédouy.

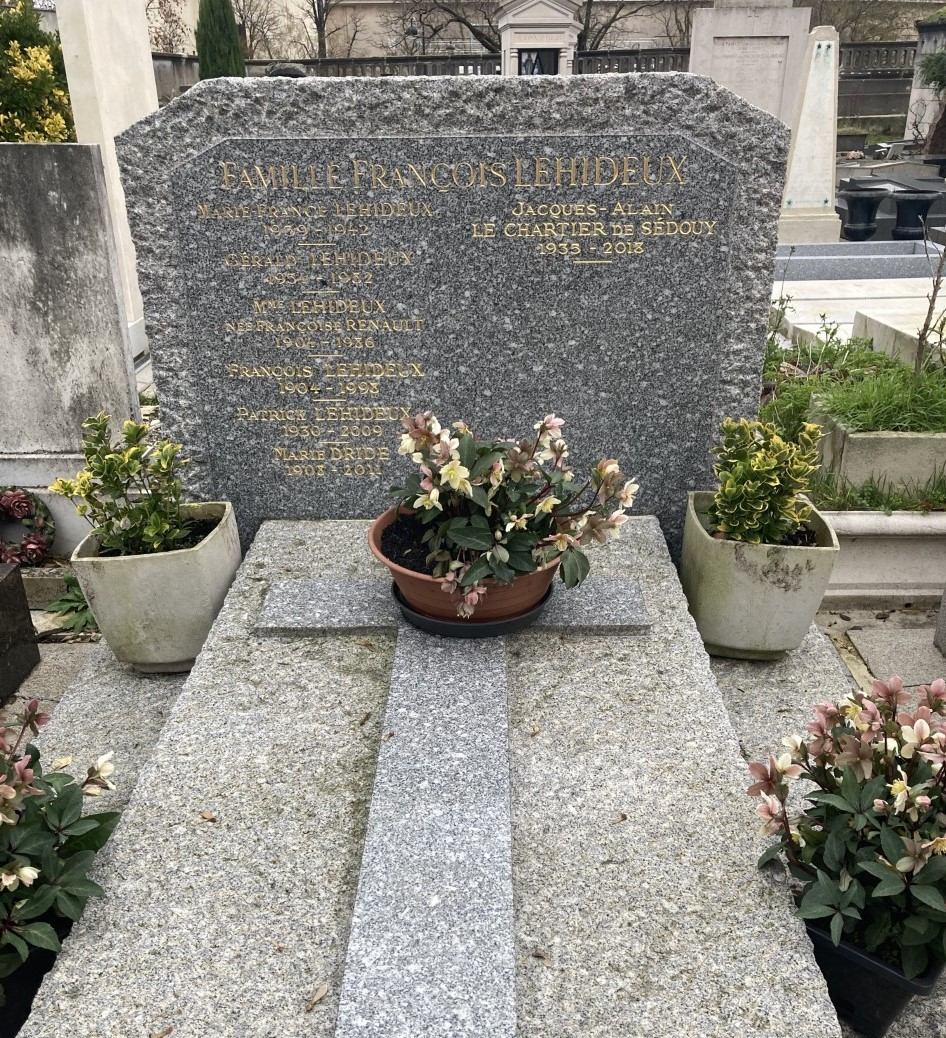
Tombe de François Lehideux et de sa famille au cimetière de Passy.